# Бюро національної безпеки Республіки Китай
Бюро національної безпеки (БНБ або NSB — від англ. National Security Bureau; кит. трад.: 國家安全局; піньїнь: Guójiā Ānquánjú; певедзі: Kok-ka An-choân-kio̍k) — основне розвідувальне (включаючи військову розвідку) відомство Республіки Китай (Тайваню).

## Історія
Організація була створена в 1955 директивою президента Республіки Китай Чан Кайші, щоб контролювати та координувати всі адміністративні організації, військові установи та організації Гоміндану в Тайвані. 
Першим директором Бюро національної безпеки був тризірковий армійський генерал Чен Цземін, який мав досвід роботи у військовій розвідці, колись був заступником в Бюро розслідувань та статистики Національної військової ради. («Військово-статистичне бюро» служило під керівництвом Тай Лі та навіть прийняло командування «Військово-статистичним бюро» після смерті Тай Лі в березні 1946. В результаті Бюро національної безпеки часто розглядається як один з кількох наступників Військово-статистичне бюро.)
Спочатку у Бюро національної безпеки не було своїх польових офіцерів або оперативників. Однак, щоб посилити свою здатність керувати та координувати діяльність інших спецслужб, БНБ незабаром навчило своїх власних польових розвідників та створило навчальний пул.
Бюро національної безпеки було причетне до вбивства юриста та опозиційного політика Лінь Ісюна та його родини в 1980.

### Узаконення
1 січня 1994, невдовзі після того, як указом президента Китайської Республіки Лі Ден Хуея від 30 грудня 1993 були прийняті відповідні органічні закони Ради національної безпеки та БНБ, Бюро національної безпеки стало юридичною установою.

### Останні події
Хоча в останні роки спливли деякі відомі невдачі розвідки Бюро національної безпеки, його прихильники відзначають, що відомство рідко, якщо коли-небудь, оприлюднює інформацію про будь-які успішні операції.
1 червня 2000 колишній співробітник БНБ який був відставним однозірковим генералом, завдав особистий візит в КНР та був затриманий через три дні Міністерством державної безпеки КНР.
Колишній головний касир БНБ, Лю Гуаньчжун (劉冠軍), підозрювався в привласненні понад 192 млн. тайванських доларів (5,65 млн. доларів США) з партії грошей, повернутої Міністерством закордонних справ 4 квітня 1999. Згідно з Національним бюро розслідувань Міністерства юстиції, Лю покинув країну 3 вересня 2000 року та втік до Шанхаю, КНР. Він з'явився у Бангкоку в січні 2002, а потім вирушив до Північної Америки. Лю все ще в бігах.
У другій половині дня 19 березня 2004 президент Чень Шуйбянь та віце-президент Аннет Люй були поранені під час замаху за день до президентських виборів, коли вони проводили кампанію в м. Тайнань. Цей акт насильства викликав шок у Тайвані та призвів до серйозної кадрової перевірці. Аудиторський юань притягнув до відповідальності дев'ятьох співробітників за невиконання обов'язків Серед них були колишній начальник Бюро національної безпеки (БНБ) Цзай Чжаомін (蔡朝明), колишній заступник начальника центру спецслужб БНБ Цзю Чжуннань (邱忠男). Аудиторський юань заявив у звіті про імпічмент, що Бюро національної безпеки отримало інформацію 18 березня 2004 про можливий напад на президента, але не сприймало звіт серйозно.
У 2004 колишній заступник помічника держсекретаря США Дональд В. Кейзер був заарештований ФБР за незаконну передачу документів двом тайванським співробітникам БНБ, які служили офіцерами зв'язку розвідки в США. Відразу ж директор БНБ генерал Сюе Шимін відкликав найважливіших агентів розвідки зі Сполучених Штатів.
Лояльність співробітників БНБ до Демократичної прогресивної партії постійно піддається сумніву. Традиційно кар'єрний персонал правоохоронних органів, спецслужб та військових організацій у Тайвані вважаються прихильниками Великої синьої коаліції, бо більшість з них були довічними членами Гоміндану. Проте, поки при владі перебуває ДПП, Бюро національної безпеки піддавалося нападкам з боку Гоміндану та Народної першої партії у зв'язку з підозрою про зловживання владою. Незважаючи на заяви кількох директорів БНБ про політичний нейтралітет організації, деякі суперечливі події все ще відбуваються.
У 2004, Чень Фенлінь (陳鳳麟), полковник відділу логістики, Центру спеціальних служб, Бюро національної безпеки, зізнався що він злив секретну інформацію про заходи безпеки у резиденції президента Чень Шуйбяна, а також маршрут президента до Бен Цзивеню (彭子文), колишнього директору центру, який вийшов у відставку в чині генерал-майора. Бен, відставний однозірковий генерал, сказав по телебаченню, що він не буде "приймати кулю за президента Чень".
У серпні 2005, Бен Цзивеню було пред'явлено звинувачення за витік національних секретів по телебаченню та за потенційну загрозу життю Чень.

## Структура
Бюро національної безпеки підпорядковане Ради національної безпеки (РНБ). За ієрархією підпорядкування Рада національної безпеки знаходиться під безпосереднім управлінням Президента. Однак директор Бюро, як правило, може та звітує безпосередньо Президенту, минаючи Раду національної безпеки. Зображення відомства також піддаються цензурі на мапах Google із супутникового виду. 25.107496°N 121.535756°E 

### Начальники
За традицією, наступними начальниками бюро були виключно військові офіцери в званні тризіркового генерала, хоча це змінилося в останні роки. У 2003 президент Чень Шуйбянь призначив на посаду заступника директора БНБ Вана Джим-вона (王進旺), колишнього директора Національного поліційного управління, який має досвід роботи в поліції. У 2007 Сюй Хуей Ю (許惠佑), колишній суддя окружного суду Тайбея, колишній директор адміністрації берегової охорони, а в той час заступник директора БНБ, замінив тризіркового генерала армії (Сюе Шиміна) став першим цивільним директором Бюро національної безпеки.

### Польові відділи
В результаті інституціоналізації операцій БНБ наразі має шість розвідувальних підрозділів --
1. Міжнародна розвідка
2. Розвідка в межах КНР
3. Розвідка в межах Тайваню (головним чином контррозвідка)
4. Аналіз стратегічної розвідки країни
5. Науково-технічна розвідка та безпека телекомунікацій
6. Контроль та розробка секретних кодів (матриці) та засобів
7. Інтернет-безпека Збройних Сил

### Центри
Також має три центри:
1. Командний центр спецслужб: Безпека та захист президента
2. Центр телекомунікаційних технологій (Кодова назва: Вітряний сад, або zh:清風園)
3. Навчальний центр

### Нагляд
Це також особливість БНБ з моменту скасування воєнного стану. Окрім управління розвідкою, що стосується національної безпеки, воно також відповідає за планування спеціальних завдань та керівництво, координацію та підтримку розвідувальних справ у військових та цивільних категоріях:

#### Військова
Бюро військової розвідки, штаб-квартири Генерального штабу, Міністерства національної оборони (МНО)
Управління розвитку комунікацій, штаб-квартири Генерального штабу, Міністерства національної оборони (МНО)
Головне бюро політичної війни, Міністерства національної оборони (МНО)
Головний корпус військової безпеки, штаб-квартири Генерального штабу, Міністерства національної оборони (МНО) (колишній Контррозвідувальний Головний корпус Головного бюро політичної війни, (МНО))
Командування військової поліції, Міністерства національної оборони (МНО)

#### Цивільна
Національне поліццейське управління Міністерства внутрішніх справ
Національне імміграційне управління) Міністерства внутрішніх справ
Бюро розслідувань Міністерства юстиції
Адміністрація берегової охорони Виконавчої юані.

## Генеральні директори
- Чен Цземін[zh] (серпень 1954 – 11 грудня 1959)
- Чен Дацін[en] (12 грудня 1959 – 30 листопада 1962)
- Ся Цзипін[zh] (1 грудня 1962 – 30 червня 1967)
- Чжоу Чжунфен (1 липня 1967 – 30 червня 1972)
- Ван Юншу (1 липня 1972 – 30 листопада 1981)
- Ван Цінсюй[zh] (1 грудня 1981 – 14 грудня 1985)
- Сун Сіньлянь[zh] (15 грудня 1985 – 31 липня 1993)
- Інь Цзунвень[zh] (1 серпня 1993 – 31 січня 1999)
- Дін Ючжоу[zh] (1 лютого 1999 – 15 серпня 2001)
- Цай Чжаомін (16 серпня 2001 – 31 березня 2004)
- Сюе Шимін (1 квітня 2004 – 6 лютого 2007)
- Ші Хуейю[zh] (7 лютого 2007 – 19 червня 2008)
- Цай Чжаомін (20 червня 2008 – 10 березня 2009)
- Цай Дешен[en] (11 березня 2009 – 11 травня 2014; в.о. до 30 квітня 2009)
- Лі Сянчжоу (5 травня 2014 – 23 липня 2015)
- Ян Гоцзян (24 липня 2016 – 25 жовтня 2016)[12]
- Бен Шенчжу (26 жовтня 2016 – 22 липня 2019)[13]
- Ге Чженхен (23 липня 2019) (в.о.)[14]
- Цю Гуочжен[en] (24 липня 2019 – 22 лютого 2021)[15]
- Чень Мінтун[en] (23 лютого 2021 – 31 січня 2023)
- Цай Мінянь[en] (31 січня 2023 – понині)[16][17]